# Titans Tower
La Titans Tower è un edificio immaginario dell'Universo DC. Le sue varie incarnazioni furono la casa del gruppo di supereroi conosciuti come Teen Titans. Sebbene le ubicazioni e le forme della Torre cambiarono nel corso delle varie serie, ci sono delle piccole caratteristiche che la resero sempre riconoscibile, come la tipica somiglianza con la lettera "T".

## La prima Torre
La prima Torre fu costruita dal padre di Cyborg, il Dr. Silas Stone, dopo l'incidente accaduto a suo figlio e fu situata su un'isola dell'East River, a New York City. Questa Torre fu utilizzata come quartier generale del team nel corso delle serie The New Teen Titans e New Titans. Ad un certo punto, fu distrutta da Trigon, ma fu ricostruita secondo il progetto del Dr. Stone con alcuni miglioramenti. Fu infine distrutta dalla Wildbeest Society in New Titans n. 76 (giugno 1991). Dato che i Titans persero le loro amicizie con le autorità locali, la Torre non fu più ricostruita.

## La seconda Torre
La seconda Torre fu costruita nello medesimo posto dallo stesso Cyborg nella miniserie JLA/Titans. Non era proprio una Torre, ma un ologramma, infatti il vero quartier generale si trovava sottoterra. Fu fatto per confondere i super criminali e per prevenire che attaccassero la vera base. Questa Torre fu la base dei Titans durante la serie Titans dal 1999 al 2002, prima di essere distrutta da un criminale di nome Epsilon. La versione dei Titans di questa serie si sciolse prima che la Torre fosse ricostruita.

## La terza Torre
La Titans Towers attuale si trova a Baia di San Francisco. Fu di nuovo progettata da Cyborg, e costruita dal consiglio della città, in cambio della protezione della stessa città dai criminali da parte dei Titans. Questa Torre somiglia alla Casa sulla cascata, capolavoro dell'architetto americano Frank Lloyd Wright.
La parte esterna della Torre presenta le statue commemorative dei fondatori dei Titans Robin, Kid Flash, Aqualad, Wonder Girl e Speedy. Mentre le statue finiscono con lo sgretolarsi in Crisi Infinita n. 5, Teen Titans vol. 3 n. 33 le rappresenta ancora in piedi.

### Memoriale
La Torre corrente ospita anche un memoriale ai Titans deceduti, inclusi quelli che fecero parte della squadra anche solo per un brevissimo periodo. Tuttavia, non includono Phantasm, Gnaark o Jason Todd, che furono Titans per un lasso di tempo alquanto breve.
In Teen Titans vol. 3 n. 29, Jason Todd entrò nella Titans Tower ed affrontò Tim Drake, il Robin corrente. Il combattimento si svolse per tutta la Torre, fino al ritrovamento del memoriale da parte di Todd. Arrabbiato per il fatto di non avere anche lui una statua commemorativa (nonostante l'inclusione di altri brevi Titans come Kole), distrusse la statua di Donna Troy. Nel n. 30, fu distrutta anche la statua di Jericho. Ironicamente, entrambi i personaggi tornarono dal mondo dei morti in un modo o nell'altro, fin dall'inizio della serie.
I Titans commemorati sono i seguenti:
- Aquagirl (Tula)
- Dove (Don Hall)
- Golden Eagle
- Hawk (Hank Hall)
- Jericho (statua distrutta, resuscitato da Raven)
- Kole
- Omen
- Terra
- Troia (statua distrutta, recentemente resuscitata)
- Raven (statua distrutta dopo essere resuscitata)

#### Crisi Infinita
Non è chiaro se le statue danneggiate vennero o no riparate, o se furono aggiunte nuove statue per commemorare i Titans deceduti recentemente, cioè quelli caduti durante Crisi infinita, di cui vi è una lista.
Gli ex Titans qui di seguito furono uccisi durante le vicende di Crisi Infinita:
- Baby Wildbeest
- Bushido
- Pantha
- Superboy

Molti altri Titans scomparvero e tuttora il loro status non è noto.

#### Un Anno Dopo
Una statua di Superboy, che morì durante la storia di Crisi Infinita, fu piazzata all'esterno della Torre, in aggiunta alla statua commemorativa di Metropolis. La statua di Bart Allen con l'uniforme di Kid Flash fu messa accanto a quella di Superboy dopo la caduta del personaggio. Dopo la resurrezione di entrambi, Superboy le distrusse per far capire a tutto il mondo che lui e Kid Flash erano tornati nei Titans.

### La Sala dei Mentori
In Teen Titans vol. 3 n. 17 i Titans viaggiarono nel futuro dove trovarono un'ala della Torre con il nome di "Sala dei Mentori", al cui interno vi erano le statue dei mentori dei Titans. Vi era la statua di Max Mercury per Kid Flash, quella di Ares per Wonder Girl, quelle di Superman e Lex Luthor per Superboy, e una statua distrutta di Batman per Robin. Vi erano anche le statue di Geo-Force, Dove II, Grace, Metamorpho e Freccia Verde.
La Sala dei Mentori fu introdotta anche in Teen Titans n. 37. Questa versione, però, presentava le figure dei Titans e dei loro mentori, eccetto per Kid Devil, che dovette attaccare una sua immagine su quella di Blue Devil.

## Titans Compound
Nella ripresa di Titans East Special n. 1 (gennaio 2008), Cyborg ricostruì una base sulla Titans Island in New York Harbor, dove intendeva addestrare una nuova generazione di teenager. La nuova base, a differenza delle precedenti, sembrò essere non molto alta, stando piatta sull'isola e sempre nella forma di una "T" stilizzata. L'estensione massima e il disegno della nuova base dei Titans non fu mai sviluppata del tutto purtroppo, in quanto poco dopo l'assemblaggio della nuova squadra, furono tutti attaccati dal resuscitato Trigon. Dopo la sconfitta di Trigon e dei suoi figli, il nuovo team di Titans adulti traslocarono nella nuova Titans Compound a New York.

## Altre versioni
La Titans Tower comparve anche nella serie animata Teen Titans. Le funzioni della Torre di questa versione, come per quella dei fumetti, contiene un'area per l'addestramento dei membri, ed una sala da relax. Una versione simile fu costruita per i Titans East, ma fu costruita sull'orlo di un burrone, non su un'isola. In più, la Torre si trova da qualche parte fuori dalla costa della California. Nel film animato "Teen Titans: Trouble in Tokyo", si vede uno zoom su una mappa, su cui la Torre si presenta come vicino alla costa della California, più precisamente vicino a San Francisco, come nella sua controparte dei fumetti.
La versione futura della Torre vista in "Titans Tomorrow" vede le statue dei membri fondatori rimpiazzate da quelle dei Titans al tempo della storia.
Comparve anche nella serie animata Teen Titans Go!, in cui è simile alla serie Teen Titans ma con alcune stanze in più (una classe, un'obitorio, una stanza segreta e molte altre).